# Metallicitet

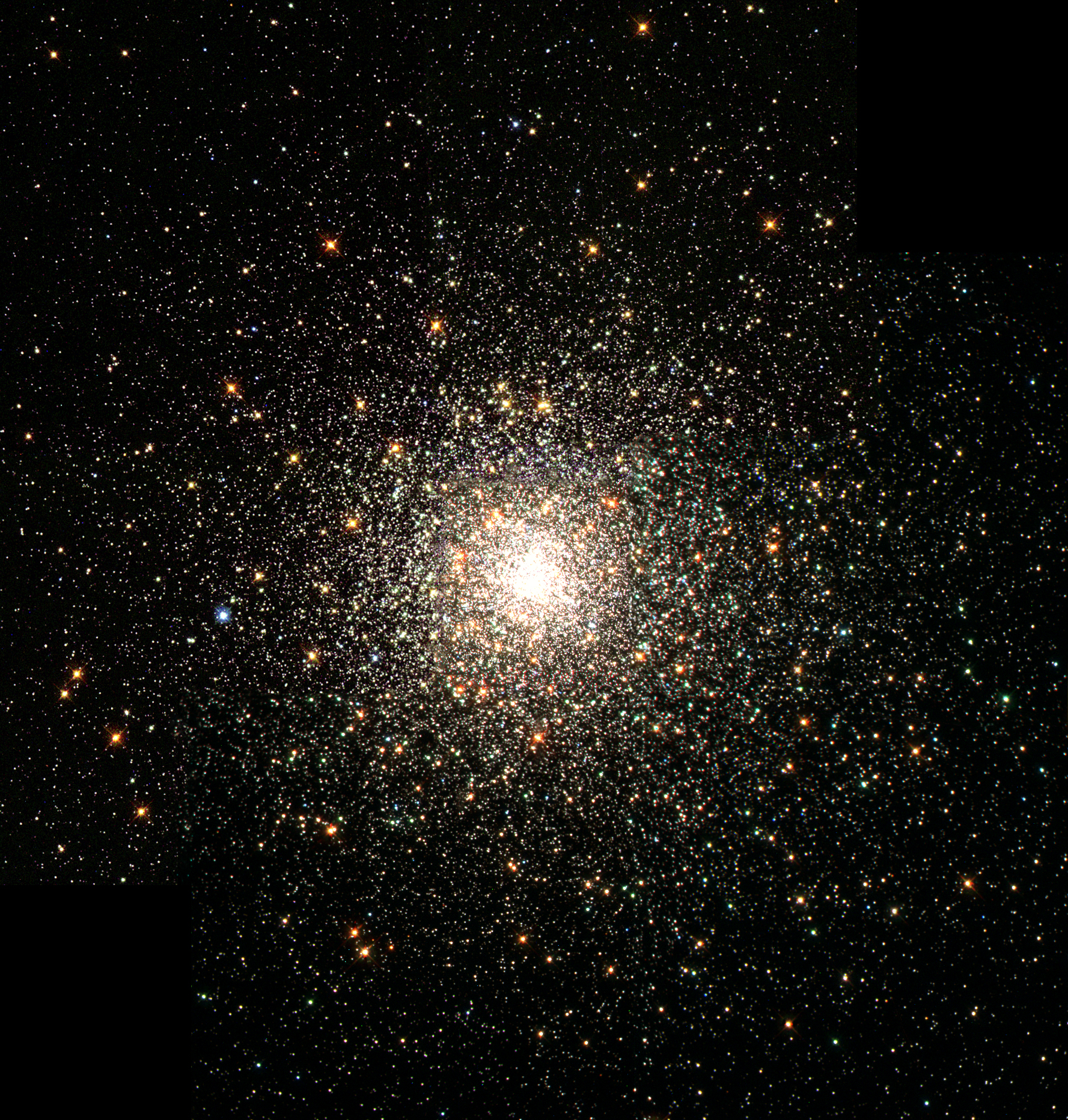
Den klotformiga stjärnhopen M80, med metallfattiga stjärnor av population II

För andra betydelser av ordet Metall, se Metall (olika betydelser).
Metallicitet avser inom astronomin ett objekts halt av "metall", grundämne, som inte är väte eller helium. Distinktionen är viktig eftersom väte, helium plus spår av litium antas vara de enda grundämnen som kan förekomma i universum utan föregående fusionsprocess i någon stjärna. Detta betyder att förekomst av metaller indikerar att stjärnor tidigare bildats och dött i en galax eller nebulosa.
En studie som gjorts på 754 närliggande solliknande stjärnor har visat att ju fler metaller stjärnan innehåller desto sannolikare är det att den har planeter. Astronomer har uppskattat att 5 procent av alla stjärnor har planeter, medan motsvarande siffra för de stjärnor som har rikligt med tyngre metaller är 20 procent.

## Vanliga metoder för beräkning av metallicitet
Astronomer använder flera olika metoder för att beskriva och approximera metallmängder, beroende på tillgängliga verktyg och objekt av intresse. Vissa metoder innefattar att bestämma den fraktion av massa som hänförs till gas i motsats till metaller, eller att mäta förhållandena för antalet atomer av två olika element jämfört med förhållandena som gäller för solen.

### Massfraktion
Stjärnors sammansättning definieras ofta enkelt av parametrarna X, Y ochZ  där X är massfraktionen av väte, Y är massfraktionen av helium och Z är massfraktionen av alla återstående kemiska element. Således
{\displaystyle X+Y+Z=1,00.}
I de flesta stjärnor, nebulosor, H II-regioner och andra astronomiska källor, är väte och helium de två dominerande elementen. Vätemassfraktionen uttrycks generellt som {\displaystyle X\equiv m_{\text{H}}/M}, där {\displaystyle M} är systemets totala massa och {\displaystyle m_{\text{H}}} vätets massa. På samma sätt betecknas heliummassfraktionen som {\displaystyle Y\equiv m_{\text{He}}/M}. Resten av elementen betecknas kollektivt som "metaller", och metalliciteten - massfraktionen av element tyngre än helium - kan beräknas som
{\displaystyle Z=\sum _{i>{\text{He}}}{\frac {m_{i}}{M}}=1-X-Y.}
För solens yta har dessa parametrar uppmätts till följande värden:
| Beskrivning        | Solvärde                                |
| ------------------ | --------------------------------------- |
| Vätemassfraktion   | {\displaystyle X_{\text{Solen}}=0,7381} |
| Heliummassfraktion | {\displaystyle Y_{\text{Solen}}=0,2485} |
| Metallicitet       | {\displaystyle Z_{\text{Solen}}=0,0134} |
På grund av effekterna av stjärnutveckling är dock varken den ursprungliga sammansättningen eller dagens sammansättning hos massan densamma som dess nuvarande ytkomposition.

### Kemiska överflödesförhållanden
Den övergripande metalliciteten hos stjärnorna definieras ofta med hjälp av det totala järninnehållet i stjärnan, eftersom järn är bland de enklaste att mäta med spektrala observationer i det synliga spektret även om syre är det största tunga elementet.  Överskottsförhållandet definieras som logaritmen för förhållandet mellan en stjärnas järnöverskott jämfört med solens och uttrycks således:
{\displaystyle [{\text{Fe}}/{\text{H}}]=\log _{10}{\left({\frac {N_{\text{Fe}}}{N_{\text{H}}}}\right)_{\text{stjärna}}}-\log _{10}{\left({\frac {N_{\text{Fe}}}{N_{\text{H}}}}\right)_{\text{Solen}}},}
där {\displaystyle N_{\text{Fe}}} och {\displaystyle N_{\text{H}}} är antalet järn- och väteatomer per respektive volym. Den enhet som ofta används för metallicitet är dex, sammandragning av "decimal exponent". Genom denna formulering har stjärnor med högre metallicitet än solen ett positivt logaritmiskt värde, medan de med en lägre metallicitet än solen har ett negativt värde.  Till exempel har stjärnor med ett [Fe/H]-värde på +1 tio gånger solens metallicitet (101) (Population I) och  omvänt har de som har ett [Fe/H]-värde på -1 en tiondedel, medan de med ett [Fe/H]-värde på 0 har samma metallicitet som solen, och så vidare. Unga stjärnor har signifikant högre järn-till-väteförhållanden än äldre stjärnor (Population II).
Samma notation används för att uttrycka variationer i överskott mellan andra enskilda element jämfört med solproportioner. Till exempel representerar notationen "[O/Fe]" skillnaden i logaritmen för stjärnans syreöverskott i förhållande till dess järninnehåll jämfört med motsvarande för solen. I allmänhet förändrar en given nukleär fusionsprocess proportionerna endast för några få element eller isotoper, så att observationer av stjärnor eller gasmoln med [X/Fe]-värden skilda från noll kan visa signaturen för enskilda kärnprocesser.

### Fotometriska färger
Astronomer kan uppskatta metalliciteter genom kalibrerade system som korrelerar fotometriska mätningar och spektroskopiska mätningar. Johnson UVB-filter kan till exempel användas för att upptäcka ett överskott av ultraviolett (UV) strålning i stjärnor, där ett större UV-överskott anger en större närvaro av metaller som absorberar UV-strålningen, vilket gör stjärnan "rödare".  UV-överskottet, δ(U-B), definieras som skillnaden mellan en stjärnas U- och B-bandmagnituder jämfört med skillnaden mellan U- och B-bandmagnituderna av metallrika stjärnor i Hyaderna. Tyvärr är δ(U-B) känslig för både metallicitet och temperatur, så om två stjärnor är lika metallrika, men en är kallare än den andra, kommer de sannolikt att ha olika δ(U-B)-värden (Blanketingeffekt). För att hjälpa till att mildra denna degeneration kan en stjärnans B-V-färg användas som en indikator för temperaturen. Vidare kan UV-överskottet och B-V-färg korrigeras för att relatera δ(U-B)-värdet till järnöverskott.  
Andra fotometriska system som kan användas för att bestämma metalliciteter av vissa astrofysiska föremål innefattar Strömgrensystemet, Genèvesystemet,  Washingtonsystemet, och DDO-systemet.